# Július Bielik
Július Bielik (Trnava, 8 marzo 1962) è un ex calciatore cecoslovacco dal 1993 slovacco, di ruolo difensore.